# 系统请求

104键美国英语PC键盘布局中System request键的位置

System request（有时缩写为SysRq或Sys Req）是在PC键盘上一个没有标准用途的按键。该键的渊源，可以追溯到在System/370大型机上使用的IBM 3270型控制台键盘的操作终端键，令VM/370、MVS等操作系统允许控制台将输入送给操作系统。

## 现代用途
可以配置Linux系统的内核来开启Magic SysRq組合鍵功能，通过SysRq键来调试系统内核或者可以在死机时恢复系统或数据。
微软的产品中也使用SysRq键来提供系统或应用层面的调试功能。在CodeView调试器中，可以通过SysRq键来挂起被调试程序；在Windows NT的远程调试器中，可以通过SysRq键来使得系统在调试器中运行。